# Krasnobród (gmina)
Krasnobród (hist. przejściowo gmina Podklasztor) – gmina miejsko-wiejska w województwie lubelskim, w powiecie zamojskim. W latach 1975–1998 gmina położona była w województwie zamojskim.
Siedziba gminy to Krasnobród (dawniej Podklasztor).
Według danych z 30 czerwca 2004 gminę zamieszkiwało 7300 osób. Natomiast według danych z 31 grudnia 2019 roku gminę zamieszkiwało 7097 osób.
Za Królestwa Polskiego gmina należała do powiatu zamojskiego w guberni lubelskiej. 13 stycznia 1870 do gminy przyłączono pozbawiony praw miejskich Krasnobród.

## Ochrona przyrody
Na obszarze gminy znajduje się rezerwat przyrody Święty Roch chroniący drzewostany bukowo-jodłowych o charakterze 
naturalnym.

## Struktura powierzchni
Według danych z roku 2002 gmina Krasnobród ma obszar 124,85 km², w tym:
- użytki rolne: 47%
- użytki leśne: 45%

Gmina stanowi 6,67% powierzchni powiatu.

## Demografia

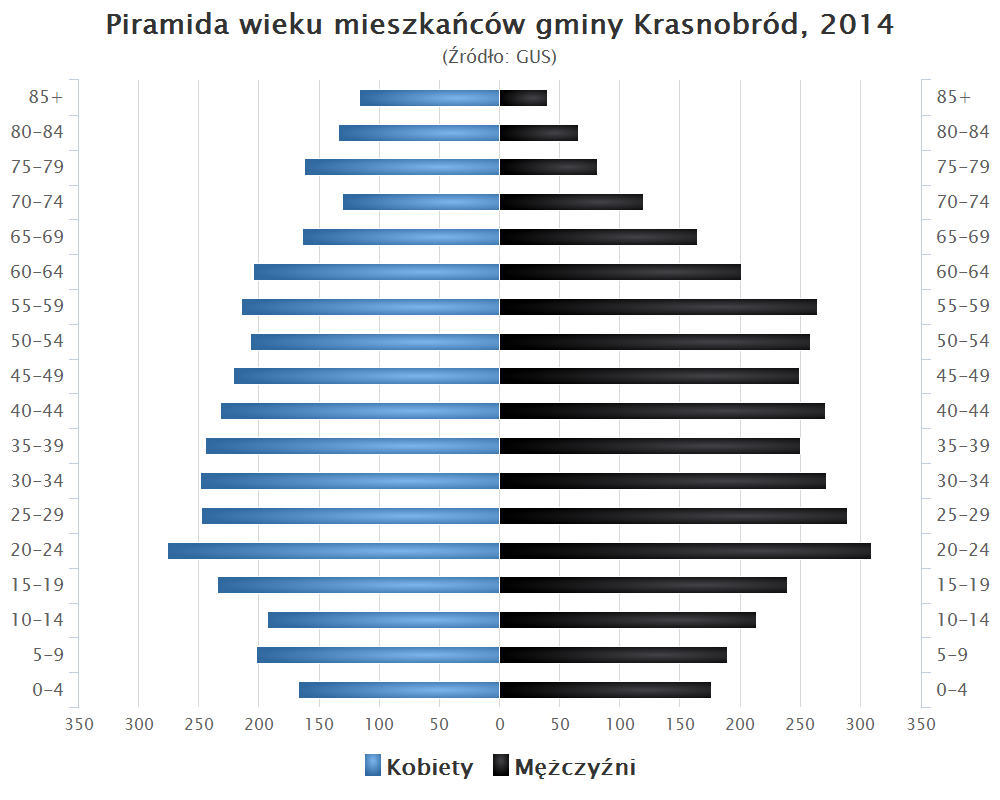
Piramida wieku mieszkańców gminy Krasnobród w 2014 roku

Dane z 30 czerwca 2004:
| Opis                              | Ogółem | Ogółem | Kobiety | Kobiety | Mężczyźni | Mężczyźni |
| --------------------------------- | ------ | ------ | ------- | ------- | --------- | --------- |
| jednostka                         | osób   | %      | osób    | %       | osób      | %         |
| populacja                         | 7300   | 100    | 3628    | 49,7    | 3672      | 50,3      |
| gęstość zaludnienia (mieszk./km²) | 58,5   | 58,5   | 29,1    | 29,1    | 29,4      | 29,4      |

## Osiedla
Krasnobród Centrum, Podklasztor, Podzamek.

## Sołectwa
Borki, Dominikanówka, Grabnik, Hucisko, Hutki, Hutków, Kaczórki, Majdan Mały, Majdan Wielki, Malewszczyzna, Nowa Wieś, Potok-Senderki, Stara Huta, Szur, Wólka Husińska, Zielone.
Na terenie miasta utworzono osiedla: Krasnobród Centrum, Podklasztor, Podzamek.

## Sąsiednie gminy
Adamów, Józefów, Krynice, Susiec, Tarnawatka, Tomaszów Lubelski, Zwierzyniec.